# Linia kolejowa Otjiwarongo – Outjo
Linia kolejowa Otjiwarongo – Outjo – niezelektryfikowana linia kolejowa w Namibii. Jest to najkrótszy szlak kolejowy w Namibii.
Trasa rozpoczyna się Otjiwarongo, odgałęziając się od głównej linii kolejowej do Tsumeb w kierunku północno-zachodnim równolegle do drogi C33 w kierunku Parku Narodowego Etosha. Linia jest nieregularnie wykorzystywana przez TransNamib wyłącznie do przewozów towarowych.
Początkowo niemieckie oddziały kolonialne planowały doprowadzić linię do Owambolandu, jednak zbudowano tylko 21 kilometrów trasy. W 1921 roku pod administracją Republiki Południowej Afryki przedłużono linię do Outjo.